# Интисанс (Удине)
Интисанс је насеље у Италији у округу Удине, региону Фурланија-Јулијска крајина.
Према процени из 2011. у насељу је живело 170 становника. Насеље се налази на надморској висини од 451 м.